# Bubblesort

Bubblesort

Bubblesort bewerkte kleur

Bubblesort, soms ook exchange sort of sinking sort genoemd, is een eenvoudig sorteeralgoritme. Het is een eenvoudig algoritme, maar inefficiënt. Het wordt vanwege de eenvoud en omdat het gemakkelijk uit te leggen is, vaak gebruikt als illustratie van een algoritme. De naam van het algoritme komt van de analogie met een belletje in een vloeistof dat naar boven drijft, zoals ook de grotere elementen naar de top van de lijst 'drijven'.

## Werking
Bubblesort werkt als volgt: 

Een voorbeeld van bubble sort. Startend vanaf het begin van de rij, vergelijk ieder aan elkaar grenzend tweetal getallen, verwissel ze als het linker getal groter is dan het rechter en schuif dan één positie door. Na het afwerken van de hele rij is er bij de volgende herhaling één element minder om te sorteren omdat het laatste getal dan zeker het hoogste is.

- 1. Loop door de te sorteren rij van n elementen en vergelijk elk element met het volgende. Verwissel beide als ze in de verkeerde volgorde staan. Schuif dan een stapje op.
- 2. Loop opnieuw door de rij, maar ga nu door tot het voorlaatste element, omdat het laatste element het grootste in de rij was.
- 3. Nog een keer, maar negeer dan de twee laatste elementen.
- 4. Ga zo door.
- n. Nog een keer, maar negeer dan de laatste n−1 getallen.
- n+1. Klaar.

We zien de grotere elementen als het ware als luchtbellen naar boven drijven. Aan deze metafoor ontleent het algoritme zijn naam.
Bubblesort is, met een grootteorde {\displaystyle {\mathcal {O}}(n^{2})}, vrij inefficiënt. De efficiëntste soorteeralgoritmes (zoals bijvoorbeeld mergesort) hebben een complexiteitsgraad van {\displaystyle {\mathcal {O}}(n\log(n))}
Als men voor elke keer dat men door de lijst loopt, bijhoudt hoeveel verwisselingen worden gemaakt, is het mogelijk om vroegtijdig  te stoppen, zodra er geen verwisselingen meer nodig zijn. Dit kan in praktische zin een verbetering opleveren ten opzichte van de theoretische looptijd van het bubblesortalgoritme.

## Implementaties

### Implementatie inVisual Basic 6
```
 
Private
 
Sub
 
Form_Click
()

     
Dim
 
i
 
As
 
Integer

     
Dim
 
v
 
As
 
Boolean

     
Dim
 
j
 
as
 
integer

     
Dim
 
temp
 
as
 
integer

     
Dim
 
arr
(
4
)
 
As
 
Integer

 

     
arr
(
1
)
 
=
 
31

     
arr
(
2
)
 
=
 
2252

     
arr
(
3
)
 
=
 
12

     
arr
(
4
)
 
=
 
41

 

     
i
 
=
 
1

     
v
 
=
 
True

     
Do
 
While
 
i
 
<
 
4
 
And
 
v
 
=
 
True

         
v
 
=
 
False

         
j
 
=
 
1

         
Do
 
While
 
j
 
<=
 
4
 
-
 
i

             
If
 
arr
(
j
)
 
>
 
arr
(
j
 
+
 
1
)
 
Then

                 
temp
 
=
 
arr
(
j
)

                 
arr
(
j
)
 
=
 
arr
(
j
 
+
 
1
)

                 
arr
(
j
 
+
 
1
)
 
=
 
temp

                 
v
 
=
 
True

             
End
 
If

             
j
 
=
 
j
 
+
 
1

         
Loop

         
i
 
=
 
i
 
+
 
1

     
Loop

     
Me
.
Cls

     
For
 
i
 
=
 
1
 
To
 
4

         
Print
 
arr
(
i
)

     
Next
 
i

 
End
 
Sub

```

### Implementatie inPHP
```
 
<?php

 
$v
 
=
 
true
;

 
$Arr
 
=
 
array
 
(
31
,
56
,
8
,
211
);

 
$Count
 
=
 
count
 
(
$Arr
)
 
-
 
1
;

 
for
 
(
$i
 
=
 
0
;
 
(
$i
 
<
 
$Count
)
 
&&
 
(
$v
 
==
 
True
);
 
$i
++
)

 
{

     
$v
 
=
 
false
;

     
for
 
(
$j
 
=
 
0
;
 
$j
 
<
 
(
$Count
 
-
 
$i
);
 
$j
++
)

     
{

         
if
 
(
$Arr
[
$j
]
 
>
 
$Arr
[
$j
 
+
 
1
])

         
{

             
$Temp
 
=
 
$Arr
[
$j
];

             
$Arr
[
$j
]
 
=
 
$Arr
[
$j
 
+
 
1
];

             
$Arr
[
$j
 
+
 
1
]
 
=
 
$Temp
;

             
$v
 
=
 
true
;

         
}

     
}

 
}

 
print_r
 
(
$Arr
);

 
?>

```

### Efficiënte implementatie inPHP
```
function
 
bubbleSort
(
 
&
$arr
,
 
$asc
 
=
 
true
 
)
 
{

	
$iterations
 
=
 
0
;

	
$len
 
=
 
count
(
 
$arr
 
);

	
$i
 
=
 
0
;

	
$ordered
 
=
 
false
;

	
$newLen
 
=
 
$len
;

	
while
 
(
 
!
$ordered
 
)
 
:

		
$ordered
 
=
 
true
;

		
for
 
(
 
$i
 
=
 
1
;
 
$i
 
<
 
$len
;
 
$i
++
 
)
 
:

			
$iterations
++
;

			
$a
 
=
 
$arr
[
 
$i
 
-
 
1
 
];

			
$b
 
=
 
$arr
[
 
$i
 
];

			
$comp
 
=
 
(
float
)(
 
(
float
)
$a
 
-
 
(
float
)
$b
 
);

			
if
 
(
 
(
 
$asc
 
&&
 
$comp
 
>
 
0
 
)
 
||
 
(
 
!
$asc
 
&&
 
$comp
 
<
 
0
 
)
 
)
 
:

				
$arr
[
 
$i
 
-
 
1
 
]
 
=
 
$b
;

				
$arr
[
 
$i
 
]
 
=
 
$a
;

				
$ordered
 
=
 
false
;

				
$newLen
 
=
 
$i
;

			
endif
;

		
endfor
;

		
$len
 
=
 
$newLen
;

	
endwhile
;

	
return
(
 
$iterations
 
);

}

$arr
 
=
 
array
(
 
4
,
 
4
,
 
3
,
 
2
,
 
4
,
 
5
,
 
88
,
 
3
,
 
8448
,
 
43
,
 
2
,
 
0
,
 
480
,
 
334
,
 
1
,
 
0
 
);

$iterations
 
=
 
bubbleSort
(
 
$arr
 
);

echo
(
 
"
\n
It took "
 
.
 
$iterations
 
.
 
" iterations to sort the array.
\n\n
"
 
);

print_r
(
 
$arr
 
);

```

### Implementatie inJava
```
public
 
void
 
bubbleSort
(
int
[]
 
invoer
)
 
{

    
int
 
i
,
 
j
,
 
tijdelijk
;

    
for
 
(
j
 
=
 
0
;
 
j
 
<
 
invoer
.
length
;
 
j
++
)
 
{

        
for
 
(
i
 
=
 
1
;
 
i
 
<
 
invoer
.
length
 
-
 
j
;
 
i
++
)
 
{

            
if
 
(
invoer
[
i
-
1
]
 
>
 
invoer
[
i
]
)
 
{

                
tijdelijk
 
=
 
invoer
[
i
]
;

                
invoer
[
i
]
 
=
 
invoer
[
i
-
1
]
;

                
invoer
[
i
-
1
]
 
=
 
tijdelijk
;

            
}

        
}

    
}

}

```

### Implementatie inC
"Invoer" is de te sorteren array, "lengte" is het aantal elementen in de array.
```
 
void
 
bubblesort
(
int
 
invoer
[],
 
int
 
lengte
)
 

 
{

    
int
 
i
,
 
j
,
 
tijdelijk
;

    
for
 
(
j
 
=
 
0
;
 
j
 
<
 
lengte
;
 
j
++
)
 

    
{

       
for
 
(
i
 
=
 
1
;
 
i
 
<
 
lengte
 
-
 
j
;
 
i
++
)
 

       
{

          
if
(
invoer
[
i
-1
]
 
>
 
invoer
[
i
])
 

          
{

             
tijdelijk
 
=
 
invoer
[
i
];

             
invoer
[
i
]
 
=
 
invoer
[
i
-1
];

             
invoer
[
i
-1
]
 
=
 
tijdelijk
;

          
}

       
}

    
}

 
}

```

### Implementatie inMATLAB
"x" is de te sorteren array.
```
 
tijdelijk
 
=
 
0
;
 

 
for
 
j
=
1
:
length
(
x
),

  
for
 
i
=
1
:
length
(
x
)
-
j
,

    
if
 
x
(
i
)
 
>
 
x
(
i
+
1
),
 

      
tijdelijk
 
=
 
x
(
i
+
1
);
 

      
x
(
i
+
1
)=
x
(
i
);
 

      
x
(
i
)=
tijdelijk
;
 

    
end

  
end

 
end

```

### Implementatie in C# (Csharp)
```
public
 
void
 
BubbleSort
(
int
[]
 
t
)

{

  
int
 
x
;

  
for
 
(
int
 
i
 
=
 
t
.
Length
 
-
1
;
 
i
 
>=
 
1
;
 
i
--
)

  
{

    
for
 
(
int
 
j
 
=
 
0
;
 
j
 
<
 
t
.
Length
 
-
 
1
;
 
j
++
)

    
{

      
if
 
(
t
[
j
]
 
>
 
t
[
j
 
+
 
1
])

      
{

        
x
 
=
 
t
[
j
];
         
// bijhouden inhoud van t[j]

        
t
[
j
]
 
=
 
t
[
j
 
+
 
1
];
 
// inhoud van t[j] wordt de kleinere inhoud van t[j + 1]

        
t
[
j
 
+
 
1
]
 
=
 
x
;
   
// inhoud van t[j + 1] wordt de grotere inhoud van de oorspronkelijke t[j] of dus x 

      
}

    
}

  
}

}

```

### Implementatie inPython

#### Iteratieve implementatie
De te sorteren rij wordt ingegeven als parameter.

(Update) Door middel van een offset kunnen we de snelheid van het iteratieve algoritme verhogen.

De lengte van de volgende iteratie wordt namelijk ingekort. Dit komt zowel het ruimtegebruik alsook het tijdsgebruik van de processor ten goede

We weten namelijk dat na elke iteratie over de lijst, het achterste element mag verwijderd worden.

Twee for-lussen gebruiken is ook mogelijk, zoals uitvoerig geïllustreerd in de andere programmeertalen.
```
def
 
bubblesort
(
rij
):

    
offset
 
=
 
1

    
verwisseld
 
=
 
True

    
while
 
verwisseld
:
                       
#Lus terwijl dingen verwisselen

        
verwisseld
 
=
 
False

        
for
 
i
 
in
 
range
(
len
(
rij
)
-
offset
):

            
if
 
rij
[
i
]
 
>
 
rij
[
i
+
1
]:

                
rij
[
i
],
 
rij
[
i
+
1
]
 
=
 
rij
[
i
+
1
],
 
rij
[
i
]
 
#swap

                
verwisseld
 
=
 
True

        
offset
 
+=
 
1

    
return
 
rij

```

#### Iteratief voorbeeld
Hier sorteren we een willekeurig rij van woorden, met telkens de vermelding welke twee opeenvolgende woorden worden verwisseld (i.e. swap).
```
[
'doek'
,
 
'groen'
,
 
'ezel'
,
 
'fiets'
,
 
'appel'
,
 
'boom'
,
 
'citroen'
]

 
swap
(
groen
,
ezel
)
 
swap
(
groen
,
fiets
)
 
swap
(
groen
,
appel
)
 
swap
(
groen
,
boom
)
 
swap
(
groen
,
citroen
)

 

[
'doek'
,
 
'ezel'
,
 
'fiets'
,
 
'appel'
,
 
'boom'
,
 
'citroen'
,
 
'groen'
]

 
swap
(
fiets
,
appel
)
 
swap
(
fiets
,
boom
)
 
swap
(
fiets
,
citroen
)

[
'doek'
,
 
'ezel'
,
 
'appel'
,
 
'boom'
,
 
'citroen'
,
 
'fiets'
,
 
'groen'
]

 
swap
(
ezel
,
appel
)
 
swap
(
ezel
,
boom
)
 
swap
(
ezel
,
citroen
)

[
'doek'
,
 
'appel'
,
 
'boom'
,
 
'citroen'
,
 
'ezel'
,
 
'fiets'
,
 
'groen'
]

 
swap
(
doek
,
appel
)
 
swap
(
doek
,
boom
)
 
swap
(
doek
,
citroen
)

[
'appel'
,
 
'boom'
,
 
'citroen'
,
 
'doek'
,
 
'ezel'
,
 
'fiets'
,
 
'groen'
]

```

#### Iteratief voorbeeld met offset
```
[
'doek'
,
 
'groen'
,
 
'ezel'
,
 
'fiets'
,
 
'appel'
,
 
'boom'
,
 
'citroen'
]

 
swap
(
groen
,
ezel
)
 
swap
(
groen
,
fiets
)
 
swap
(
groen
,
appel
)
 
swap
(
groen
,
boom
)
 
swap
(
groen
,
citroen
)

 

[
'doek'
,
 
'ezel'
,
 
'fiets'
,
 
'appel'
,
 
'boom'
,
 
'citroen'
]

 
swap
(
fiets
,
appel
)
 
swap
(
fiets
,
boom
)
 
swap
(
fiets
,
citroen
)

[
'doek'
,
 
'ezel'
,
 
'appel'
,
 
'boom'
,
 
'citroen'
]

 
swap
(
ezel
,
appel
)
 
swap
(
ezel
,
boom
)
 
swap
(
ezel
,
citroen
)

[
'doek'
,
 
'appel'
,
 
'boom'
,
 
'citroen'
]

 
swap
(
doek
,
appel
)
 
swap
(
doek
,
boom
)
 
swap
(
doek
,
citroen
)

[
'appel'
,
 
'boom'
,
 
'citroen'
]

!
GEEN
 
SWAPS
 
MEER
!
 

=>
 
return
 

[
'appel'
,
 
'boom'
,
 
'citroen'
,
 
'doek'
,
 
'ezel'
,
 
'fiets'
,
 
'groen'
]

```

#### Recursieve implementatie
Bubblesort heeft de interessante eigenschap dat bij elke stap de grootste waarde uit het ongesorteerde deel naar achter 'bubbelt'.
Het 'naar achter bubbelen' wordt afgehandeld door de functie bubUp. Het bubbelen wordt veroorzaakt door de swap (het verwisselen van twee elementen). 
rij[:1] geeft ons een lijst met enkel het eerste element. 
rij[1:] geeft ons een lijst met alle daaropvolgende elementen. Op deze laatste voeren we recursief weer bubUp uit. Zo verkleinen we stelselmatig onze rij, tot er slechts een element in onze rij zit, namelijk het grootste.
De functie bub laat, via bubUp, de grootste naar achter bubbelen, popt deze laatste (grootste) van de rij af en gaat verder met de rij zonder dat laatste element, totdat er slechts één element in de rij zit, namelijk het kleinste element uit de oorspronkelijke rij. 
```
def
 
bubblesort
(
rij
):

    
def
 
bub
(
rij
):

        
if
 
len
(
rij
)
<=
1
:
               
#Stopconditie bub

            
return
 
rij

        
else
:

            
rij
 
=
 
bubUp
(
rij
)
          
#Laat de grootste naar achter bubbelen (en sorteer ietwat)

            
laatste
 
=
 
[
rij
.
pop
()]
     
#Verwijder de grootste

            
return
 
bub
(
rij
)
+
laatste
   
#Recursieve aanroep

    
def
 
bubUp
(
rij
):

        
if
 
len
(
rij
)
<=
1
:
               
#Stopconditie bubUp

            
return
 
rij

        
else
:

            
if
 
rij
[
0
]
 
>
 
rij
[
1
]:

                
rij
[
0
],
 
rij
[
1
]
 
=
 
rij
[
1
],
 
rij
[
0
]
  
#Verwissel de eerste met de tweede

            
return
 
rij
[:
1
]
+
bubUp
(
rij
[
1
:])
 
#Recursieve aanroep 

    
return
 
bub
(
rij
)
                   
#Startconditie voor bubblesort

```

#### Recursief voorbeeld
De output van bovenstaande code op een willekeurige rij.
```
 
[
'citroen'
,
 
'boom'
,
 
'ezel'
,
 
'appel'
,
 
'doek'
,
 
'fiets'
,
 
'groen'
]
 
pop
([
'groen'
])

 
[
'boom'
,
 
'citroen'
,
 
'appel'
,
 
'doek'
,
 
'ezel'
,
 
'fiets'
]
 
pop
([
'fiets'
])

 
[
'boom'
,
 
'appel'
,
 
'citroen'
,
 
'doek'
,
 
'ezel'
]
 
pop
([
'ezel'
])

 
[
'appel'
,
 
'boom'
,
 
'citroen'
,
 
'doek'
]
 
pop
([
'doek'
])

 
[
'appel'
,
 
'boom'
,
 
'citroen'
]
 
pop
([
'citroen'
])

 
[
'appel'
,
 
'boom'
]
 
pop
([
'boom'
])

 
[
'appel'
]

 
[
'appel'
,
 
'boom'
]

 
[
'appel'
,
 
'boom'
,
 
'citroen'
]

 
[
'appel'
,
 
'boom'
,
 
'citroen'
,
 
'doek'
]

 
[
'appel'
,
 
'boom'
,
 
'citroen'
,
 
'doek'
,
 
'ezel'
]

 
[
'appel'
,
 
'boom'
,
 
'citroen'
,
 
'doek'
,
 
'ezel'
,
 
'fiets'
]

 
[
'appel'
,
 
'boom'
,
 
'citroen'
,
 
'doek'
,
 
'ezel'
,
 
'fiets'
,
 
'groen'
]

```